# أرارواما
أرارواما هي بلدية في البرازيل، تتبع ريو دي جانيرو، بلغ عدد سكانها 112٬008  نسمة، في 2010، تبلغ مساحتها 633٫795 كيلومتر مربع، رمزها البريدي هو 28970-000.

## الموقع
تشترك في الحدود مع:
- أرايال دو كابو
- Saquarema [الإنجليزية]‏
- Iguaba Grande [الإنجليزية]‏.